# Franziska Bertels
Franziska Bertels (24 ottobre 1986) è una bobbista tedesca.

## Biografia
Ex saltatrice in lungo, la Bertels compete nel bob dal 2007 come frenatrice per la squadra nazionale tedesca. Debuttò in Coppa Europa ad aprile 2008, gareggiando prevalentemente in coppia con Stefanie Szczurek. Si distinse nelle categorie giovanili vincendo due medaglie ai mondiali juniores, il bronzo a Park City 2011 e l'argento a Igls 2012 sempre con la Szczurek.
Esordì in Coppa del Mondo all'avvio della stagione 2010/11, il 3 dicembre 2010 a Calgary dove si piazzò quinta nel bob a due, conquistò il primo podio il 20 gennaio 2012 a Sankt Moritz (3ª nel bob a due) e la sua prima vittoria il 18 gennaio 2013 a Igls in coppia con Sandra Kiriasis.
La Bertels prese parte a sei edizioni dei campionati mondiali, vincendo quattro medaglie di cui tre nella competizione a squadre: oro sia a Igls 2016 che a Schönau am Königssee 2017 e argento a Winterberg 2015; completa il suo palmarès iridato il bronzo ottenuto nel bob a due a Sankt Moritz 2013 con Sandra Kiriasis. 
Agli europei ha invece conquistato due medaglie d'oro nel bob a due: a Igls 2013 con la Kiriasis e a La Plagne 2015 con Anja Schneiderheinze.

## Palmarès

### Mondiali
- 4 medaglie:
  - 2 ori (gara a squadre a Igls 2016; gara a squadre a Schönau am Königssee 2017);
  - 1 argento (gara a squadre a Winterberg 2015);
  - 1 bronzo (bob a due a Sankt Moritz 2013).

### Europei
- 2 medaglie:
  - 2 ori (bob a due a Igls 2013; bob a due a La Plagne 2015).

### Mondiali juniores
- 2 medaglie:
  - 1 argento (bob a due a Park City 2011)
  - 1 bronzo (bob a quattro a Igls 2012).

### Coppa del Mondo
- 9 podi (8 nel bob a due, 1 nelle gare a squadre):
  - 2 vittorie (nel bob a due);
  - 4 secondi posti (nel bob a due);
  - 3 terzi posti (2 nel bob a due, 1 nelle gare a squadre).

#### Coppa del Mondo - vittorie
| Data             | Luogo | Paese   | Disciplina                         |
| ---------------- | ----- | ------- | ---------------------------------- |
| 18 gennaio 2013  | Igls  | Austria | a due con Sandra Kiriasis (pilota) |
| 15 febbraio 2013 | Soči  | Russia  | a due con Sandra Kiriasis (pilota) |

### Campionati tedeschi
- 1 medaglia:
  - 1 bronzo (bob a due ad Altenberg 2016[2]).

### Circuiti minori

#### Coppa Europa
- 13 podi (tutti nel bob a due):
  - 3 vittorie;
  - 5 secondi posti;
  - 5 terzi posti.

#### Coppa Nordamericana
- 1 podio (nel bob a due):
  - 1 vittoria.